# Overneath the Path of Misery
«Overneath the Path of Misery» — четверта пісня з восьмого студійного альбому гурту Marilyn Manson Born Villain. Трек уперше з'явився в короткометражному фільмі Природжений лиходій, прем'єра якого відбулась 28 серпня 2011 р. у театрі L.A. Silent Theater. Довгий час вважалося, що композиція має назву «No Reason», оскільки ця фраза повторювалася протягом пісні. У 2011 на художній виставці «The Path of Misery» Мерілін Менсон заявив, що справжній заголовок треку — «Overneath the Path of Misery».
Фраза «no reason» ймовірно присутня в тексті через її вживання у фільмі Шина, який фронтмен назвав своєю улюбленою стрічкою 2010 року. Невдовзі після виходу Born Villain Менсон зробив собі татуювання з цими словами на лівому зап'ясті прямо над тату зі спіральним серцем.